# مؤشر استدارة الجسم
مؤشر استدارة الجسم Body roundness index ( BRI ) هو مؤشر هندسي محسوب يستخدم لقياس جانب من شكل جسم الشخص الفردي. بناءً على مبدأ انحراف الجسم، فإنه يوفر أداة بصرية وأنثروبومترية سريعة لتقييم الصحة.
تم تقديم حساب مؤشر استدارة الجسم عام 2013، ويمكن استخدامه لتقدير إجمالي الدهون الحشوية في الجسم. تم تحديد نطاقات استدارة الجسم الصحية لتصنيف الأشخاص الذين لديهم كتلة دهون صحية (وزن) بدقة مقارنة بالأشخاص المصابين بالسمنة المعرضين لخطر الإصابة بالأمراض.
مقارنة بالمقاييس التقليدية، مثل مؤشر كتلة الجسم، (الذي يستخدم الوزن والطول)، و مؤشر حجم الجسم فإن هاذا المؤشر قد يحسن التنبؤات بكمية الدهون في الجسم وحجم الأنسجة الدهنية الحشوية. على الرغم من الاستخدام الشائع لمؤشر كتلة الجسم، فإنه قد يصنف الأفراد بشكل خاطئ على أنهم مصابون بالسمنة لأنه لا يميز بين كتلة الجسم النحيلة وكتلة الدهون. بدلاً من ذلك، يقيس مؤشر كتلة الجسم محيط الجسم بالإضافة إلى الطول، مما قد يوفر تقديرات أكثر دقة لكتلة الدهون.
تتراوح درجات المؤشر من 1 إلى 16، مع حصول معظم الأشخاص على درجات تتراوح بين 1 و10، على الرغم من أن الأشخاص الذين حصلوا على درجات 6.9 وما فوق- تشير إلى أجسام أوسع وأكثر استدارة - وجد أن لديهم خطر الوفاة لأي سبب بنسبة تصل إلى 49٪ مقارنة بالأشخاص الذين لديهم مؤشر استدارة الجسم متوسط 5.   في مراجعة أجريت عام 2020، ارتبط ارتفاع مؤشر BRI بزيادة خطر الإصابة بمتلازمة التمثيل الغذائي والعديد من الأمراض الأخرى. 
تتراوح قيم مؤشر كتلة الجسم لدى البالغين الأمريكيين النموذجية من 3 أو أقل (نحافة الجزء الأوسط) إلى 7 أو أكثر (استدارة الجزء الأوسط)، مع مؤشر متوسط يبلغ حوالي 5.   باعتباره مقياسًا تنبؤيًا جديدًا نسبيًا، يتمتع BRI بسجل بحثي أصغر مقارنة بالمؤشرات الراسخة مثل مؤشر كتلة الجسم ونسبة الخصر إلى الورك، لذا فإن دقته وتطبيقاته لا تزال غير ثابتة تمامًا. وعلى العكس من ذلك، فإن نسبة الخصر إلى الطول البسيطة (التي تستخدم نفس القياسات وأسهل في الحساب) تتمتع بقاعدة بحثية أفضل، مما أدى إلى اعتمادها كدليل مفضل في بعض البلدان.

## تاريخه
تم اصدار تقرير عن مؤشر استدارة الجسم لأول مرة عام 2013 من قبل عالمة الرياضيات ديانا توماس وزملائها في تحليل لثلاث قواعد بيانات من دراسات التركيبة السكانية، والقياسات البشرية، وكتلة الدهون، وحجم الدهون الحشوية. تصور توماس شكل جسم الإنسان على شكل بيضة أو قطع ناقص وليس على شكل أسطوانة كما هو متصور في مفهوم مؤشر كتلة الجسم.
يتم تحديد درجة دائرية القطع الناقص من خلال الانحراف، بقيم تتراوح بين 0 إلى 1، حيث 0 هي دائرة مثالية (محيط الخصر هو نفس الطول) و1 هو خط عمودي لاستيعاب بيانات الشكل البشري في نطاق أكبر، قام توماس وزملاؤه برسم خريطة الانحراف في نطاق يتراوح من 1 إلى 20 باستخدام المعادلة:
      Body Roundness Index = 364.2 − 365.5 × Eccentricity

## مدى استدارة الجسم
تختلف أشكال استدارة الجسم بين مجموعة من الأشخاص الذين يعانون من النحافة (مؤشر كتلة الجسم أقل من 3) والسمنة المفرطة (مؤشر كتلة الجسم أكثر من 12).  وفقًا للمؤلفين الذين طوروا مؤشر استدارة الجسم والأبحاث اللاحقة، قد يحدث تداخل بين فئات المؤشر المتجاورة.

## العلاقة مع المؤشرات الأنثروبومترية الأخرى
باستخدام بيانات جسم الإنسان وكتلة الدهون من قاعدة بيانات المسح الوطني للصحة والتغذية (NHANES ) في الولايات المتحدة، وجدت مجموعة توماس أن BRI لم يكن أبدًا قيمة سلبية، وأن قيم مؤشر استدارة الجسم الأكبر كانت مرتبطة بالأشخاص ذوي الشكل الدائري، في حين كانت قيم الشكل الأقرب إلى 1 مرتبطة بالأشخاص ذوي الأجسام الضيقة والنحيفة.  كانت القيمة القصوى لـمؤشر استدارة الجسم المرصودة في بيانات NHANES هي 16. 
كان لمؤشر استدارة الجسم دقة مماثلة في التنبؤ بنسبة الدهون في الجسم ونسبة حجم الدهون مثل المؤشرات الموجودة، مثل مؤشر كتلة الجسم.  وباعتباره المؤشر التقليدي المرتبط بأبحاث السمنة، فإن مؤشر كتلة الجسم يعاني من العديد من العيوب، حيث أنه غير قادر على التمييز بين العضلات والدهون، وغير دقيق في التنبؤ بنسبة الدهون في الجسم، ولديه قدرة ضعيفة على التنبؤ بخطر الإصابة بالنوبات القلبية أو السكتة الدماغية أو الوفاة.  
في دراسة مقارنة مع مؤشر كتلة الجسم وخمسة مقاييس أخرى – مؤشر شكل الجسم، ومؤشر المخروطية، ومؤشر سمنة الجسم، ونسبة الخصر إلى الورك، ومؤشر حجم البطن (AVI) – أثبت مؤشر استدارة الجسم ومؤشر AVI فعاليتهما في التنبؤ بخطر الإصابة بمرض الكبد الدهني غير الكحولي (NAFLD).  كما قام BRI وAVI أيضًا بتصنيف تشخيص مرض الكبد الدهني غير الكحولي بشكل دقيق حسب العرق والعمر والجنس.

## البحوث السريرية
لقد أثبت مؤشر استدارة الجسم فعاليته كمؤشر لتحديد خطر الوفاة من أمراض مختلفة،  اضطرابات متلازمة التمثيل الغذائي، أمراض الكبد، أمراض القلب والأوعية الدموية المرتبطة بهشاشة العظام،  وكثافة المعادن في العظام. كان مؤشر استدارة الجسم أيضًا مؤشر أفضل من مؤشر كتلة الجسم ومؤشر شكل الجسم للتنبؤ بخطر الإصابة بارتفاع ضغط الدم وخلل شحميات الدم وفرط حمض البوليك لدى النساء الصينيات.

## القيود

المحور الرأسي: الارتفاع، المحور الأفقي: محيط الخصر، الرمادي المنقط: WHtR الأسود الصلب: BRI

خضعت مؤشرات أخرى لكتلة الجسم والدهون، مثل مؤشر كتلة الجسم ونسبة الخصر إلى الطول، لمزيد من التقييم البحثي والتطبيقات السريرية الطولية مقارنة بمؤشر كتلة الجسم، وقد تكون أفضل في التنبؤ بتوزيع الدهون (مثلا الدهون الحشوية مقابل الدهون تحت الجلد) لتقدير المخاطر الصحية.
يخضع قياسان لمؤشر كتلة الجسم  – (محيط الخصر ومحيط الورك) لتغيرات كبيرة عند الأشخاص البدناء الواقفين.  قد يشير هذا التباين إلى اختلافات في توزيع الدهون لدى الأشخاص الذين يعانون من الدهون الحشوية الزائدة، مما يتسبب في حدوث أخطاء في مؤشر استدارة الجسم.  
لا يتم أخذ العوامل التشخيصية للأمراض المرتبطة بالسمنة، مثل العرق والتاريخ العائلي والعادات الغذائية والنشاط البدني، في الاعتبار عند إجراء اختبار المؤشر، أو يتم أخذ نتائج أخرى، مثل حالة صحة الأعضاء ومدة المرض.  

## الحسابات
يقوم مؤشر استدارة الجسم بنمذجة شكل جسم الإنسان على شكل قطع ناقص (بيضاوي)، بهدف ربط محيط الجسم بالطول لتحديد استدارة الجسم. يكفي شريط قياس بسيط للحصول على محيط الخصر والطول. يمكن أن يكون محيط الخصر والطول بأي وحدة طول، طالما أن كلاهما يستخدم نفس الوحدة.
قالب:Body roundness index
BRI is calculated as
{\displaystyle {\text{BRI}}=364.2-365.5{\sqrt {1-{\Big (}{\frac {\text{waist circumference}}{\;\;\;\;\pi \;\;\;\;\;\times \;\;\;\;\;\,{\text{height}}}}{\Big )}^{2}}}}والتي يمكن تقسيمها إلى 3 خطوات:
| 1. | h: the subject's height, c: waist circumference.              |
| 2. | A cylinder with the same height and circumference.            |
| 3. | e: eccentricity of the largest ellipse fitting its side view. |

Derivation of the BRI formula

1. حساب نسبة الخصر إلى الطول, {\displaystyle {\text{WHtR}}={\frac {\text{waist circumference}}{\text{height}}}}
= 72160 
= 0.45
2. احسب الانحراف المركزي (e) للقطع الناقص الرأسي حول الجسم Compute eccentricity (e) of the vertical ellipse around the body, {\displaystyle {\text{e}}={\sqrt {1-{\Big (}{\frac {\text{WHtR}}{\pi }}{\Big )}^{2}}}}
= sqrt(1-(0.45/3.141592653589793)^2)
= 0.9896880621248427
3. حساب مؤشر استدارة الجسم, {\displaystyle {\text{BRI}}=364.2-365.5\times \;{\text{eccentricity}}}
= 364.3 - 365.5 * 0.9896880621248427
= 2.469013293369983 ≈ 2.47

Predictions of % total body fat and % visceral adipose tissue apply a different eccentricity equation using waist and hip circumferences, age, height, gender, ethnicity, and body weight as inputs.